# Saint-Pathus
Saint-Pathus is een gemeente in het Franse departement Seine-et-Marne (regio Île-de-France) en telt 4829 inwoners (1999). De plaats maakt deel uit van het arrondissement Meaux.

## Geografie
De oppervlakte van Saint-Pathus bedraagt 5,4 km², de bevolkingsdichtheid is 894,3 inwoners per km².
De onderstaande kaart toont de ligging van Saint-Pathus met de belangrijkste infrastructuur en aangrenzende gemeenten.

## Demografie
Onderstaande figuur toont het verloop van het inwonertal (bron: INSEE-tellingen).